# Quốc huy Các Tiểu vương quốc Ả Rập Thống nhất
Quốc huy Các Tiểu Vương quốc Ả Rập Thống nhất (tiếng Ả Rập: شعار الإمارات العربية المتحدة‎) được chính thông qua năm 1973 và sửa đổi năm 2008. Nó đơn giản là biểu tượng và huy hiệu của các quốc gia Ả Rập khác.
Biểu tượng bao gồm chim ưng vàng (Diều hâu của Quraish) với chiếc đĩa ở giữa, trong đó là Quốc kỳ và 7 ngôi sao đại diện cho 7 tiểu quốc. Đuôi chim ưng có 7 chiếc lông cũng đại diện cho 7 tiểu quốc. 7 ngôi sao trong đĩa là 7 tiểu quốc
(Ajman-AJM.
Sharjah-SHJ.
Dubai-DXB.
Fujairah-FUJ.
Ras Al Khaimah-RAK.
Umm Al Quwain-UAQ.
Abu Dhabi-AUH.)
Chim ưng quắp tấm da đỏ ghi tên liên bang là biểu tưởng trong Kufic
Tới ngày 22/03/2008, khi huy hiệu được sửa đổi, chiếc đĩa có chiếc thuyền đỏ Ả Rập được thay đổi. Etihad Airways thay đổi biểu tượng quốc gia trên máy bay từ năm 2014.